# Serafín de Monte Granario de Nicola
San Serafín de Montegranario (del italiano: Serafino da Montegranaro) (1540 - 12 de octubre de 1604) es un fraile franciscano italiano. Es venerado como santo por la Iglesia católica. 

## Biografía
Felice de Nicola nació en Montegranaro en una pobre y piadosa familia. En su juventud trabajó como leñador, una ocupación que le dio mucho tiempo libre para la oración y otros ejercicios de piedad. A la muerte de sus padres, fue sometido a malos tratos por su hermano mayor. A los dieciséis años, entró en la Orden de los Hermanos Menores Capuchinos y recibió el nombre de Serafín.
Se distinguió por su sencillez afectiva, mortificación, y obediencia, así como la caridad que, con los pobres no tenía límites. Tenía una devoción especial a la Santísima Eucaristía y a la Virgen.
Serafín fue dotado con el don de leer los secretos de los corazones, y con la de milagro y la profecía. Aunque analfabeto, su consejo era buscado por dignatarios eclesiásticos y seculares, y fue una fructífera fuente de virtud a las almas. Su tumba está en el convento de los Capuchinos en Ascoli. Fue canonizado por el papa Clemente XIII, 16 de julio de 1767. Su fiesta se celebra el 12 de octubre. Una iglesia en San Lorenzo Nuovo está dedicada a él.